# Leif Carlquist
Leif Göran Carlquist, folkbokförd Karlqvist, född 31 december 1943 i Högalids församling, Stockholm, är en svensk musiker och musikproducent.
Carlquist var i början av 1960-talet medlem i bandet Ghost Riders från Trollhättan och blev 1965 ledare för bandet Swede Singers som året därpå gav ut ett musikalbum producerat av Sven-Olof Walldoff. År 1968 bildade han bandet Gimmicks, vilket gav en rad musikalbum innan det upplöstes 1976. Från mitten av 1970-talet var han även verksam som musikproducent på skivbolaget Polygram, där han bland annat samarbetade med Tomas Ledin och Björn J:son Lindh.